# シャルル7世 (フランス王)
シャルル7世（Charles VII, 1403年2月22日 - 1461年7月22日）は、フランス・ヴァロワ朝の第5代国王（在位：1422年 - 1461年）。第4代国王シャルル6世と王妃イザボー・ド・バヴィエールの五男。勝利王（le Victorieux）と呼ばれた。妃はアンジュー公ルイ2世とヨランド・ダラゴン（アラゴン王フアン1世の娘）の長女マリー・ダンジュー。

## 生涯

### ブルゴーニュ派とアルマニャック派の対立
当時、フランスはブルゴーニュ派と、ガリカニスムを謳うアルマニャック派との内戦状態にあり、両派は王と王族の確保とパリの支配を巡って争いを繰り返していた。1415年にこれを好機と見たイングランド王ヘンリー5世がフランスに侵攻し、アジャンクールの戦いでアルマニャック派を中心とするフランス軍に大勝し、ノルマンディーを征服した。
シャルルには兄がいたが、王太子（ドーファン）であったルイが1415年に、次いで王太子となったジャンも1417年に死去した。そのため新たに王太子となったが、間もなくブルゴーニュ派がパリを制圧すると、フランス南部のブールジュに逃れた。のちの1438年7月、このブールジュの地でシャルル7世はガリカニスムに拠る「ブールジュの国事詔書」を公布した。
1419年に王太子シャルルとブルゴーニュ公ジャン1世（無怖公）はイングランドに対して共闘すべく、和解の交渉を開始した。しかし、交渉の場で王太子の支持者が無怖公を暗殺したため、跡を継いだフィリップ3世（善良公）はイングランドと同盟して王太子シャルルと全面的に対立し、トロワ条約を結んでヘンリー5世のフランス王位継承を支持した。この条約は、王太子シャルルの王位継承権を否認し、シャルル6世の死後は王太子シャルルの姉カトリーヌ（キャサリン）を妃にしたヘンリー5世がフランス王位を継ぐというものであった。
その際に、カトリーヌとシャルル7世の母イザボー（対立派から淫乱王妃と呼ばれた）は、シャルルが王の子ではないことを示唆したとされ、以降シャルルは、正統な王の子ではないのかあるいは狂人の子なのか、悩むことになったといわれる。

### ヘンリー5世、シャルル6世の死去
しかし1422年、ヘンリー5世はヴァンセンヌの森で急死した。また、シャルル6世も同年10月21日に死去し、フランス王位はヘンリー5世とカトリーヌの間に前年に生まれたばかりのヘンリー6世がイングランド王位とともに継承することとなった（ただし、正式にフランス王として戴冠式を行ったのは1431年）。一方、シャルル7世もアルマニャック派の支持のもとでフランス王位を継承することを宣言したが、ブルゴーニュ派はこれを否認し、シャルル7世は正式にフランス王として即位することができなかった。彼はアルマニャック派以外からは相変わらず王太子、あるいは侮蔑的に「ブールジュの王」と呼ばれた。

### ジャンヌ・ダルクとフランスの反撃

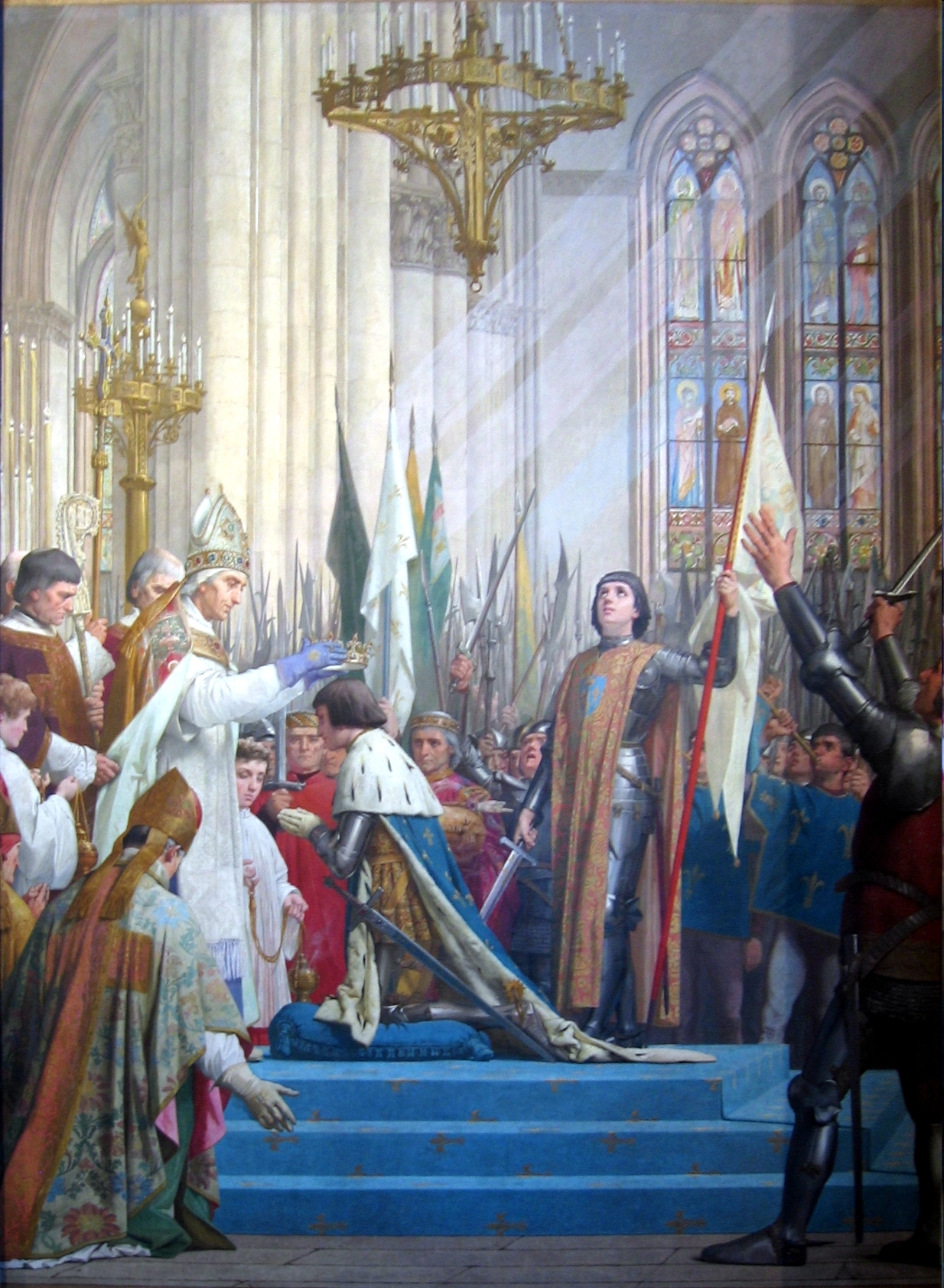
シャルル7世の戴冠式

一方、イングランドはブルゴーニュ派と再び提携して、1428年10月にはアルマニャック派の拠点であったオルレアンを包囲した（オルレアン包囲戦）。ここを落とせばフランス南部へ一気に侵攻できるはずであったが、1429年5月にジャンヌ・ダルクの活躍によってイングランド軍はオルレアンの包囲を解いて撤退せざるを得なくなった。そして6月にパテーの戦いでジャンヌらフランス軍はイングランド軍に連勝、7月17日、シャルル7世はランスへ赴き、ノートルダム大聖堂で正式にフランス王として戴冠式を挙行した。
その後ジャンヌは、1430年5月のコンピエーニュ包囲戦で捕虜となり、翌1431年5月30日に火刑に処された。しかし1435年のアラスの和約でブルゴーニュ派と和解した後、シャルル7世率いるフランス軍は着実に勢力を伸ばし、フランス王国大元帥アルテュール・ド・リッシュモンの下で軍制改革を推進、1440年に反対した貴族の反乱（プラグリーの乱）を鎮圧、1449年にはイングランドからルーアンを奪回し、1450年にはフォルミニーの戦いでイングランド軍を破ってノルマンディーを奪回した。そして1453年のカスティヨンの戦いでギュイエンヌを奪回することで、フランスにおけるイングランド領の大半を奪取すると共に、百年戦争に終止符を打ったのであった。

### 死
1456年にはジャンヌ・ダルク復権裁判を行ってジャンヌの名誉回復を図っている。その後は百年戦争で荒廃した国内の復興に励み、財政の再建、官僚機構の整備、王国常備軍の創設などを行った。しかし晩年は息子ルイ11世との対立に苦しみながら、1461年7月22日に死去した。58歳没。一説には息子との争いで殺されることを恐れて食事を拒み、餓死したとも言われている。

## 評価

### 捕えられたジャンヌ・ダルクへの対応
シャルル7世といえば、ジャンヌ・ダルクを見殺しにしたということで有名である。その理由については未だに不明である｡
シャルルは元々権力と切り離されて生きていたが、予期せぬ形で政治の表舞台に出ることになった。それ故政治家として未熟であり、王位に就いたばかりの彼は自分の意思を貫き通すことが出来ず、ジャンヌを快く思わない側近に彼女を助けないよう刷り込まれたのだという説、シャルル7世は元々ジャンヌを利用していただけで、王位に就いた時点でジャンヌはもはや用済みだとみなして都合よく追い払ったという説、ジャンヌがいずれ自分の地位を脅かす存在になることを怖れたという説など、様々な説があるが、敵に身代金を払いたくないからと味方を見殺しにする人物ではなかった。身代金を払って助け出した代表的な人物として、シャルル・ドルレアン、ラ・イルことエティエンヌ・ド・ヴィニョルがいる。
また、アントニオ＝モロシーニの年代記に次のような記述がある。
王太子（シャルル7世）は、ブルゴーニュ公に特使を送った。その特使による申し入れは、ブルゴーニュ公がジャンヌをイングランド軍に引き渡した場合、王太子側の捕虜になっているブルゴーニュ派に対しても同様の扱いをするという脅迫紛いのものであった。
これが事実ならジャンヌを助けられなかったのは事実であるが、まったく何もしなかったわけではないようである。

### 愛妾の死に関する疑惑
フランスの研究者が2004年秋に、シャルル7世の愛妾であり宮廷に影響力を振っていたアニェス・ソレルの遺骨などを調べたところ、高濃度の水銀が検出されたことを発表した。当時は薬として使われることが多かったが、薬にしては服用量が多すぎるため毒殺と判断された。
ソレルは、それまで男性にのみ使われていた宝石ダイヤモンドを女性として初めて身に着けた人物である。

### 総括
一介の羊飼いであるジャンヌ・ダルクの起用を英断して、危機的状況から勝利により百年戦争を終結させた功績にもかかわらず、戯曲や創作物などでは暗愚な国王として描かれることが多い。これは本来共闘すべき存在であったジャン無怖公を暗殺してブルゴーニュ派を敵に回したり、ジャンヌが自分の国を守ろうと戦ったがためにブルゴーニュ派の手に落ちた際、多額の身代金を惜しみ、見殺しにしてしまったことなどの影響と見られる。
ただ、シャルル7世が百年戦争によって荒廃したフランスを復興させた功績を忘れるべきではない。
「彼はその死に臨み、フランス王国をクローヴィス以来ともいえるほど平和で正義と秩序に満ちたものにしていった」（ルイ12世までの年代記略 パリ国立図書館所蔵フランス語写本第4954番より）

## 子女
王妃マリー・ダンジューとの間に12人の子女をもうけた。
- ルイ11世（1423年 - 1483年） - フランス王
- ジャン（1424年 - 1425年）
- ラドゴンド（1428年 - 1444年） - 1430年、オーストリア大公ジークムントと婚約
- カトリーヌ（1428年 - 1446年） - 1440年、ブルゴーニュ公シャルル（突進公）と結婚
- ジャック（1432年 - 1437年）
- ヨランド（1434年 - 1478年） - 1452年、サヴォイア公アメデーオ9世と結婚
- ジャンヌ（1435年 - 1482年） - 1452年、ブルボン公ジャン2世と結婚
- マルグリット（1437年 - 1438年）
- マリー（1438年 - 1439年）
- ジャンヌ（1438年 - 1446年）
- マドレーヌ（1443年 - 1486年） - 1462年、ビアナ公ガストンと結婚
- シャルル（1446年 - 1472年） - ベリー公

また愛妾アニェス・ソレルとの間に3人の庶出の娘があった。
- マリー（1444年 - 1473年） - 1458年、タイユブール伯オリヴィエ・ド・コーティヴィと結婚
- シャルロット（1446年  - 1477年） - 1462年、モレヴリエ伯ジャック・ド・ブレゼ（ピエール・ド・ブレゼの子）と結婚
- ジャンヌ（1448年 - 1467年） - 1461年、サンセール伯アントワーヌ・ド・ビュエイユと結婚

## シャルル七世が登場する作品

### 映画
- ジャンヌ・ダーク （1948年・アメリカ、演：ホセ・フェラー）
- 聖女ジャンヌ・ダーク （1957年・英米合作、演：リチャード・ウィドマーク）
- ジャンヌ 愛と自由の天使／ジャンヌ 薔薇の十字架（フランス語版）（1994年・フランス、演：アンドレ・マルコン） - 二部構成で、日本ではオリジナルより短い短縮バージョンが公開。完全版は『ジャンヌ・ダルク/I 戦闘　II 牢獄』の邦題で公開。
- ジャンヌ・ダルク （1999年・米仏合作、演：ジョン・マルコヴィッチ）
- ジャンヌ（フランス語版）（2019年・フランス、演：ファブリス・ルキーニ）

### テレビドラマ
- ヴァージン・ブレイド ジャンヌ・ダルクの真実 （1999年・カナダ、演：ニール・パトリック・ハリス）

### 漫画
- 山岸凉子　『レベレーション（啓示）』講談社、週刊モーニング、2014年 - 2020年
- 岡児志太郎　『デゾルドル』講談社、月刊モーニングtwo、2017年-連載中
- 安彦良和 『ジャンヌ』NHK 出版、2002年